# 西山八大水院
金朝金章宗在金中都（今北京广安门一带）的西山修建了八大行宫，称为西山八大水院，一种说法是：
- 圣水院—位于凤凰岭，现称瑞云庵。
- 香水院—位于妙高峰山麓，现为法云寺，建有老醇亲王奕缳的坟，奕缳排行老七，故称七王坟。
- 金水院—位于阳台山，现称金山寺。
- 清水院—位于阳台山南麓，现称大觉寺。
- 潭水院—位于香山山坡上，现双清别墅位置。
- 泉水院—位于玉泉山麓，现有芙蓉殿。
- 双水院—位于石景山双泉村北，现称双泉寺。
- 灵水院—位于樱桃沟村北部，现称栖隐寺。

其他还有观点认为，八大水院中有温汤院（位于温泉村），金水院是指颐和园等等。